# 오후의 발견
오후의 발견은 MBC FM4U(수도권 기준 FM 91.9㎒)에서 오후 4시부터 방송되었던 오락 전문 라디오 프로그램이다.
2005년 4월 25일에 첫방송되어 2009년 4월 19일에 잠정적으로 폐지되었다가, 2012년 10월 22일에 부활되어 2022년 5월 29일을 끝으로 17년 만에 폐지되었다. 후속 프로그램으로 4시엔 윤도현입니다가 신설되었다.

## 역사
2005년 4월 25일 MBC FM4U 봄 개편에 따라 신설되었으며, 첫 DJ는 김원희가 담당하였다. 이후 가수 김현철을 거쳐 2008년 4월 7일 봄 개편으로 이전에 MBC FM4U에서 "이소라의 음악도시"를 진행한 경력이 있는 이소라가 2년 만에 복귀하여 진행을 맡기 시작하였다. 그러다가 2009년 MBC 라디오 봄 개편 때 잠정적으로 폐지되어 2009년 4월 20일부터 2012년 10월 21일까지 《음악동네》가 방송되다가, 2012년 10월 22일에 《오후의 발견》이 다시 부활되어 스윗 소로우가 2013년 9월 1일까지 진행을 맡았으며, 2013년 9월 2일부터 2018년 10월 7일까지 가수 김현철이 진행하다가, 2018년 10월 8일부터 2022년 5월 15일까지 가수 이지혜가 진행하였다.
이지혜가 2022년에 심장병 진단을 받아 하차하여 스페셜 DJ 체제로 방송한 후, 2022년 5월 30일 자로 《4시엔 윤도현입니다》가 신설되었다.

## 역대 DJ
- 김원희 : 2005년 4월 25일 ~ 2007년 4월 22일
- 김현철 : 2007년 4월 23일 ~ 2008년 4월 6일, 2013년 9월 2일 ~ 2018년 10월 7일
- 이소라 : 2008년 4월 7일 ~ 2009년 4월 12일
- 스윗 소로우 : 2012년 10월 22일 ~ 2013년 9월 1일
- 이지혜 : 2018년 10월 8일 ~ 2018년 12월 16일, 2019년 1월 21일 ~ 2021년 12월 12일, 2022년 2월 21일 ~ 2022년 5월 15일
  - 이지혜 출산 휴가 기간(2018년 12월 17일 ~ 2019년 1월 20일) 임시 DJ
    - 강균성 : 2018년 12월 17일 ~ 2018년 12월 23일
    - 김태진 : 2018년 12월 24일 ~ 2018년 12월 30일
    - 한혜진 : 2018년 12월 31일 ~ 2019년 1월 6일
    - 임형준 : 2019년 1월 7일 ~ 2019년 1월 13일
    - 박하선 : 2019년 1월 14일 ~ 2019년 1월 20일

  - 이지혜 여름 휴가 기간(2020년 8월 3일 ~ 2020년 8월 9일) 임시 DJ
    - 솔비
    - 김호영
    - 김미려
    - 이미도
    - 홍윤화

  - 이지혜 출산 휴가 기간(2021년 12월 13일 ~ 2022년 2월 20일) 임시 DJ
    - 김호영 : 2021년 12월 13일 ~ 2022년 1월 2일
    - 김일중 : 2022년 1월 3일 ~ 2022년 1월 9일, 2022년 2월 7일 ~ 2022년 2월 20일
    - 제이쓴, 홍현희 : 2022년 1월 10일 ~ 2022년 1월 23일
    - 이현이 : 2022년 1월 24일 ~ 2022년 1월 30일
    - 김미려 : 2022년 1월 31일 ~ 2022년 2월 6일

## 코너
매일 코너
- 사연과 신청곡

평일 코너 (4부)
- 이지혜의 음악텐트
- 탕자의 발견

요일 코너 (평일2~3부 / 주말 : 3~4부)
- 월요일 : 바릉아 놀자 With 이효은 리포터
- 화요일 : 팔도 한 스푼 With 노중훈 여행작가
- 수요일 : 돈돈돈 With 김호영 뮤지컬배우
- 목요일 : 놀러왔니
- 금요일 : 남녀말싸미  With 김일중
- 토요일 : 차트 차트 All차트 With 김미려
- 일요일 : 지만추

## 지역별 자체 방송
- 전주문화방송, 광주문화방송, 목포문화방송, 여수문화방송, MBC충북, 제주문화방송, 부산문화방송, 울산문화방송, MBC경남, 대전문화방송[1]은 자체방송없이 수도권의 방송을 그대로 전파했다.
- 동시간대에는 오후의 발견, FM 음악여행, FM응접실 등 각기 다른 이름의 지역 자체 프로그램이 방송되는 지역도 있었다.

| 프로그램                 | 방송지역             | 방송국                                  | 진행자 |
| ------------------------ | -------------------- | --------------------------------------- | ------ |
| 오후의 발견 성스리입니다 | 강원도               | MBC강원영동, 원주문화방송, 춘천문화방송 | 성스리 |
| FM 음악여행              | 대구광역시, 경상북도 | 대구문화방송                            | 권오성 |
| FM응접실                 | 안동시, 경상북도     | 안동문화방송                            | 허환구 |

## 수상 목록
- 2020년 MBC 방송연예대상 라디오부문 우수상 (이지혜)